# Eerste Villmergeroorlog
De Eerste Villmergeroorlog was een Zwitserse godsdienstoorlog en duurde van 5 januari tot 7 maart 1656, ten tijde van het Oude Eedgenootschap. Enerzijds waren er de protestantse kantons Zürich en Bern, anderzijds de katholieke kantons in Centraal-Zwitserland. De hervormden trachtten de sinds de Tweede Kappeler Landvrede van 1531 bestaande politieke hegemonie van de katholieken te doorbreken. De casus belli was de verdrijving en executie van hervormden in de Schwyzer gemeente Arth. De Zürichers belegerden vergeefs de met de Centraal-Zwitsers verbonden stad Rapperswil en deden hen daardoor hun krachten verenigen. De Berners werden in de Eerste Slag bij Villmergen verslagen en verdreven. De Derde Landvrede beëindigde het conflict en herstelde de vooroorlogse verhoudingen.

## Oorzaak en aanleiding
Toen tijdens de Zwitserse Boerenoorlog van 1653 de overheden van de hervormde en katholieke plaatsen samen optraden tegen de opstandige boeren, werden de al sinds meer dan een eeuw bestaande confessionele verschillen slechts tijdelijk naar de achtergrond gedrukt. In 1654 kreeg de Züricher burgemeester Johann Heinrich Waser de opdracht om een plan uit te werken om het Eedgenootschap te vernieuwen. Het Bondsproject van 1655 stuitte echter bij de katholieken op een afwijzing, omdat zij hun dominante machtspositie bedreigd zagen. De verschillen tussen de godsdiensten kwamen weer boven water.
In september 1655 escaleerden de onenigheden, toen hervormden die in het Schwyzer plaatsje Arth woonden naar Zürich vluchtten, waarna de autoriteiten hun eigendommen hadden geconfisqueerd. Vier van deze  "Nicodemieten" werden door de Schwyzers geëxecuteerd, drie anderen werden aan de inquisitie in Milaan uitgeleverd. Zürich eiste op een bijzondere Tagsatzung in december dat de verantwoordelijken gestraft zouden worden, verontschuldigingen en de ontbinding van de sinds 1586 bestaande katholieke Gouden Bond. Toen deze eisen werden genegeerd, verklaarde Zürich op 6 januari 1656 de oorlog.
De katholieke plaatsen in Centraal-Zwitserland zegden Schwyz hun ondersteuning toe. Aan hervormde zijde leverde alleen Bern haar volkomen hulp, terwijl Schaffhausen louter troepen voor de verdediging inzette. Bazel, Fribourg, Solothurn, Appenzell Ausserrhoden, Glarus, de Drie Bonden en Sankt Gallen bleven neutraal.

## Verloop
Reeds een dag vóór de oorlogsverklaring marcheerden Züricher vendels naar Rheinau om het stadje en het klooster Rheinau te plunderen. Op 7 januari leidde generaal Hans Rudolf Werdmüller de Züricher hoofdmacht naar Rapperswil en sloeg het beleg voor de stad. Kleine eenheden namen Frauenfeld, Kaiserstuhl, Klingnau en Zurzach in, andere verschansten zich bij Oberwil en Kappel am Albis. De Schaffhausers stelden zich op tussen Wädenswil en Hütten.
Bern mobiliseerde zich op 8 januari en was aanvankelijk op zichzelf aangewezen. Ongeveer twee derde van de soldaten waren nodig om de grenzen met de katholieke buren te bewaken. De overige soldaten trokken onder bevel van generaal Sigmund von Erlach richting Aarau. Daar wilde men zich oorspronkelijk met de Zürichers verenigen, die echter met hun strijdkrachten in het ongunstig verlopende beleg van Rapperswil waren verwikkeld. Aan katholieke zijde nam Luzern de opperste legerleiding op zich. Alle niet voor grensbewaking opgeroepen troepen uit Luzern en Zug verzamelden zich in Muri en verenigden zich bij Boswil met vendelen uit de Freie Ämter.
Op 24 januari 1656 kwam het tot de Eerste Slag bij Villmergen. De katholieke troepen verrasten het Berner leger dat in de vooravond in Villmergen was aangekomen en konden het ondanks hun getalsmatige en wapentechnische inferioriteit verdrijven, waar vooral de ontbrekende coördinatie bij de Berners sterk aan bijdroeg. Nadat de Zürichers op 3 februari een laatste bestorming van Rapperswil hadden gepoogd, braken ze zonder succes het beleg op. In de volgende weken kwam het tot kleinere schermutselingen en aanvallen op de bevolking.

## Gevolgen
Frankrijk en Savoye bemiddelden tussen de strijdende partijen. Deze sloten op 7 maart de Derde Landvrede. Ze bezwoeren plechtig de gevechtshandelingen te staken en verleenden amnestie voor wangedrag dat tijdens de oorlog was gepleegd. Bovendien werden de troepen teruggetrokken, de krijgsgevangenen vrijgelaten en de opgetrokken schansen geslecht. Iedere plaats kreeg het recht om wat betreft godsdienst de status quo te handhaven. Omstreden vraagstukken zoals schadevergoedingen werden aan een scheidsgerecht overgedragen, maar bleven vanwege kwaad bloed binnen het gremium in veel gevallen zonder resultaat. Bij de eigenlijke aanleiding van de oorlog, de hervormde vluchtelingen uit Arth, werd niet stilgestaan.
In wezen bevestigde het vredesverdrag de sinds de Tweede Kappeler Landvrede van 1531 bestaande machtsverhoudingen, dat wil zeggen de politieke overheersing van de katholieke plaatsen binnen het Eedgenootschap.